# Richmal Crompton
Richmal Crompton Lamburn (Bury, Lancashire, 15 de novembre de 1890 – Farborough, 11 de gener de 1969) fou una escriptora anglesa, especialitzada en llibres infantils i narracions de por.

## Biografia
El seu pare era el reverend Edward John Sewell Lamburn, que alhora era també el mestre de l'escola parroquial. Va guanyar una beca per fer estudis clàssics en el Royal Holloway College, Londres, on es va graduar de Batxiller en Arts. Va donar classes com a institutriu i en diferents escoles angleses.
La seva feina com a mestra va finalitzar quan va agafar poliomielitis el 1923, i a partir de llavors es va dedicar a escriure. Les seves obres més conegudes són les que porten com a personatge principal Guillem Brown. El primer conte publicat de Crompton va aparèixer el 1919, i el primer dels seus contes "William", que van ser ràpidament populars, es va publicar a la revista Home el febrer de 1919.
Va morir el 1969, a la seva casa de Farnborough, Kent.

## Obres
Les seves obres per a nens porten com a protagonista principal Guillem Brown. Són relats irònics que reprodueixen la parla dels nens entre les edats d'onze i dotze anys, amb l'enemic representat pels mestres, pares i germans. L'humor hi sorgeix a partir de les idees respecte a l'educació i la conducta.
Els llibres de William van vendre més de 12 milions de còpies només al Regne Unit i encara es continuen imprimint. La llarga saga es va traduir a diferents llengües i va ser adaptada a la televisió..
També va fer obres per a adults i contes de fantasmes, com ara Boira (1928) i The House (1926).

## Obres per a nens
- Just William, 1922 (L'insuportable Guillem, Aliorna, 1988)
- More William, 1922 (El terrible Guillem, Aliorna, 1989)
- William The Fourth, 1924
- William The Conqueror, 1926
- William The Outlaw, 1927
- William The Bad, 1930
- William's Happy Days, 1930
- William's Crowded Hours, 1931
- William The Pirate, 1932
- William The Rebel, 1933
- William The Dictator, 1938
- William and Air Raid Precautions, 1939
- William and the Evacuees, 1940
- William Carries On, 1942
- William and the Brains Trust, 1945
- Jimmy, 1949
- William the Bold, 1950
- Jimmy Again, 1951
- William and the Tramp, 1952
- William and the Moon Rocket, 1954
- William's Television Show, 1958
- William and the Witch, 1964
- Jimmy the Third, 1965
- William and the Pop Singers, 1965
- William the Superman, 1968
- William the Lawless, 1970

## Obres per a adults
- The Innermost Room, 1923
- The Wildings, 1925
- David Wilding, 1926
- The House, 1926
- A Monstrous Regiment, 1927
- Mist and Other Stories, 1928 (Boira i altres relats, Columna, 2001)
- The Thorn Bush, 1928
- Felicity Stands By, 1928
- The Four Graces, 1929
- Portrait of a Family, 1932
- Marriage of Hermione, 1932
- The Holiday, 1933
- Chedsy Place, 1934
- Journeying Wave, 1938
- Merlin Bay, 1939
- Steffan Green, 1940
- Narcissa, 1941
- Family Roundabout, 1948
- The Gypsy's Baby, 1954
- Four In Exile, 1954
- Wiseman's Folly, 1959
- The Interior, 1960